# Otto Lanz

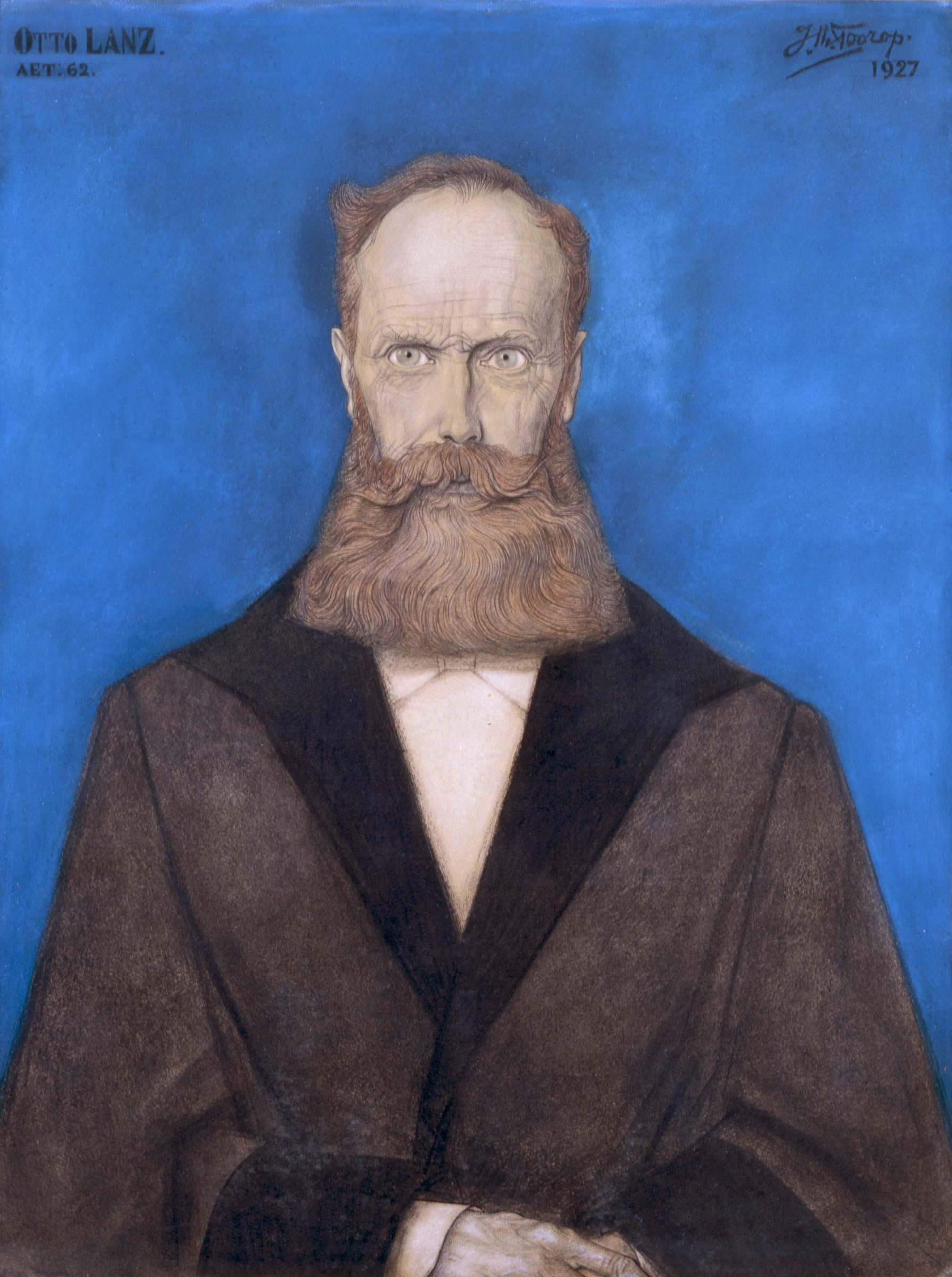
Otto Lanz (Jan Toorop – 1927)

Otto Lanz (* 14. Oktober 1865 in Steffisburg; † 23. März 1935 in Amsterdam) war ein Schweizer Chirurg.
Nach dem Studium der Medizin in Genf, Basel, Bern, Leipzig und München wurde Lanz 1888 Assistent bei Ludwig Lichtheim, ab 1890 war er Assistent an der chirurgischen Universitätsklinik bei Emil Theodor Kocher in Bern. 1891 promovierte er an der Universität Bern. In den Jahren 1892/93 besuchte er Berlin, Neapel und London. 1893 habilitierte er sich in Bern und wurde Privatdozent in Chirurgie. 1897 eröffnete er eine Privatpraxis im neu erbauten Lindenhofspital in der hinteren Länggasse. 1902 wurde er als Professor nach Amsterdam berufen, wo er bis zu seinem Tod wirkte. Otto Lanz ist durch Veröffentlichungen zur Schilddrüsen-Chirurgie, zur Mesh-Graft-Technik (die er 1907 entwickelte) und zur Appendizitis (er beschrieb den nach ihm benannten Lanz-Punkt) bekannt.
Otto Lanz war ein passionierter Sammler italienischer Renaissance-Kunst. Er überliess dem Rijksmuseum und dem Stedelijk Museum in Amsterdam etliche Gemälde, Skulpturen und Keramiken. 1941 wurde die Sammlung von den Nationalsozialisten für Hitlers „Führermuseum“ in Linz aufgekauft, sie kam jedoch nach dem Krieg wieder zurück in die Niederlande. Ein Teil der Sammlung war bis 2011 im Bonnefantenmuseum in Maastricht ausgestellt.

## Schriften
- Zu der Schilddrüsenfrage. Sammlung klinischer Vorträge. Leipzig 1894.
- Beiträge zur Schilddrüsenfrage. In: Mitt. Klin. und. med. Inst. d. Schweiz. Basel and Leipzig 1895.
- Het streven naar volmaakte asepsis. Geneeskundige bladen uit kliniek en laboratorium voor de praktijk, Haarlem 1904.
- Die Transplantation betreffend. In: Zentralblatt für Chirurgie. Leipzig 1908, Bd. 35 (1), S. 1–32.
- Der McBurney’sche Punkt. In: Zentralblatt für Chirurgie. Leipzig 1908, Bd. 35, S. 185–190.
- Xenien. MCMXXXII (Poesie). Amsterdam, C. Nypels, 1934.